# 小倉充夫
小倉 充夫（おぐら みつお、1944年6月15日 - ）は、日本の社会学者・アフリカ学者、津田塾大学名誉教授。
父は農林官僚・経済学者の小倉武一。兄は外交官の小倉和夫。

## 略歴
東京都出身。東京都立日比谷高等学校を経て、1968年東京大学文学部社会学科卒業。1973年同大学院社会学研究科博士課程単位取得退学。津田塾大学講師・助教授、在ザンビア日本大使館専門調査員、津田塾大学教授、上智大学教授、津田塾大学学芸学部教授を務めた。2015年定年、名誉教授となる。

## 著書
- 『開発と発展の社会学』東京大学出版会(現代社会学叢書) 1982
- 『現代アフリカの悩み』日本放送出版協会(NHKブックス  1986
- 『現代アフリカへの接近』三嶺書房 1989
- 『労働移動と社会変動 ザンビアの人々の営みから』有信堂高文社 1995
- 『南部アフリカ社会の百年 植民地支配・冷戦・市場経済』東京大学出版会 2009

### 共編
- 『現代国家と移民労働者』百瀬宏共編 有信堂高文社 1992
- 『国際移動論 移民・移動の国際社会学』編 三嶺書房 1997
- 『東アジアと日本社会』(国際社会）加納弘勝共編 東京大学出版会, 2002
- 『国際社会』(講座社会学）加納弘勝共編 東京大学出版会 2002
- 『変貌する「第三世界」と国際社会』(国際社会）加納弘勝共編 東京大学出版会 2002
- 『国民国家はどう変わるか』(国際社会）梶田孝道共編 東京大学出版会 2002
- 『グローバル化と社会変動』(国際社会）梶田孝道共編 東京大学出版会 2002
- 『地域研究の課題と方法 アジア・アフリカ社会研究入門 理論編』北川隆吉監修, 山口博一,田巻松雄共編著 文化書房博文社 2006
- 『アジア社会と市民社会の形成 その課題と展望』(アジア社会研究会年報）加納弘勝,竹内隆夫, 田巻松雄,北原淳, 北川隆吉共編 文化書房博文社 2009
- 『ブラック・ディアスポラ』(叢書グローバル・ディアスポラ）駒井洋共編著 明石書店 2011
- 『現代アフリカ社会と国際関係 国際社会学の地平』編 有信堂高文社 2012
- 『解放と暴力 植民地支配とアフリカの現在』舩田クラーセンさやか共著　東京大学出版会（2018

## 論文
- <小倉充夫